# Diogo Aguiar
Diogo Aguiar é um arquitecto português.

## Prémios
- Prémio da ArchDaily 2008 na categoria Hotéis e Restaurantes, com "bar da Associação de Estudantes da Faculdade de Arquitectura na Queima das Fitas de 2008" (projecto de Diogo Aguiar e Teresa Otto)[1].
- Building of the Year 2012 com "Pedras Salgadas Eco Resort", atribuído pelo site ArchDaily[2] (Projeto de arquitectura de Luís Rebelo de Andrade e Diogo Aguiar)[3][4].
- Prémio LARUS / Jornal Arquitecturas - Equipamento Urbano Ibérico com "Iluminação de Natal, na praça D.Pedro IV, em Lisboa" (LIKEarchitects de Diogo Aguiar e Teresa Otto)[5]